# Du hast mein Herz gebrochen
Du hast mein Herz gebrochen ist ein von Dieter Bohlen produzierter Popsong, der 2004 von der deutschen Sängerin Yvonne Catterfeld interpretiert wurde. Das Stück erreichte Platz eins der deutschen Singlecharts und wurde Catterfelds zweiter Nummer-eins-Hit.

## Produktion
Der Text des Liedes stammt von Dieter Bohlen und Eko Fresh, produziert wurde es von Bohlen, der auch die Musik schrieb. Die Gitarre spielte Jörg Sander ein. Joey Wild und Lalo Titenkov waren die Co-Produzenten des Titels. Die beauftragte Produktionsfirma des Musikvideos war Camelot Filmproduktionen. Regie führte Robert Bröllochs; gedreht wurde in Berlin.
Musikalisch handelt es sich um eine Catterfeld-typische Ballade an der Grenze zwischen Popmusik und Schlager.

## Veröffentlichung
Du hast mein Herz gebrochen erschien am 12. Januar 2004 im deutschsprachigen Raum und belegte Platz eins der deutschen Charts. Auf der Single ist neben der Originalversion des Titels auch eine Akustik- sowie eine Instrumentalversion zu hören. Neben dem Album Farben meiner Welt und der gleichnamigen DVD ist das Lied auch auf der Kompilation Bravo Hits 44 zu finden. In den Jahrescharts 2004 belegte das Stück Rang 21.

## Chartplatzierungen
| ChartsChartplatzierungen | Höchstplatzierung | Wochen |
| ------------------------ | ----------------- | ------ |
| Deutschland (GfK)        | 1 (16 Wo.)        | 16     |
| Österreich (Ö3)          | 4 (23 Wo.)        | 23     |
| Schweiz (IFPI)           | 5 (13 Wo.)        | 13     |

## Rezeption
„[…] Catterfeld haucht „Du hast mein Herz gebrochen“ stets auf dieselbe Art und Weise ins Mikrofon. Die Texte können ebenso kaum punkten.“

## Coverversionen
Daniel Wirtz sang das Lied in der zweiten Staffel von Sing meinen Song – Das Tauschkonzert. Er kündigte es mit den Worten an, er habe es „hart entbohlt und schwer verwirtzt“. Dementsprechend ist die Version wesentlich rockiger als das Original. Yvonne Catterfeld lobte das Lied als Song des Abends und es fand auch das Wohlwollen der anderen Teilnehmer wie Xavier Naidoo und Tobias Künzel.
Das Lied schaffte es auf den gleichnamigen Sampler. Aufgrund hoher Downloadzahlen stieg seine Version auf Position 41 der deutschen Singlecharts ein.
| ChartsChartplatzierungen | Höchstplatzierung | Wochen |
| ------------------------ | ----------------- | ------ |
| Deutschland (GfK)        | 41 (3 Wo.)        | 3      |